# Nereis crocea
Nereis crocea är en ringmaskart som beskrevs av Stefano Andrea Renier 1804. Nereis crocea ingår i släktet Nereis och familjen Nereididae. Inga underarter finns listade i Catalogue of Life.